# 조프루아루세트
조프루아루세트(Rousettus amplexicaudatus)는 큰박쥐과에 속하는 박쥐의 일종이다. 구대륙에서 발견되는 과일박쥐로 부세트박쥐속에 속하는 10종 중의 하나이다.

## 분포
동남아시아 전역과 오세아니아의 말레시아 지역에서 발견되는 박쥐로 미얀마와 태국, 캄보디아, 라오스, 베트남, 싱가포르, 인도네시아, 보르네오섬, 동티모르, 필리핀, 솔로몬 제도, 비스마르크 군도 그리고 파푸아뉴기니에서 서식한다.

## 특징
다른 과일박쥐류처럼 민감한 청각과 후각 그리고 비행할 때 특히 밤에 잘 조정할 수 있는 좋은 시력을 갖고 있다. 하체는 회색-갈색을 띠며, 머리 위는 어두운 색을 하체는 연한 색을 그리고 보통 회색-갈색을 띤다. 뺨과 목에는 연한 색의 긴 털을 갖고 있지만, 대체로 짧고 듬성듬성 난 털을 갖고 있다.